# Stuart Webb
Stuart "Ducky" Webb es un exjugador australiano de rugby league profesional que jugó para el Saint George Illawarra Dragons en la liga nacional de rugby australiana. Anteriormente había jugado para los Sydney Roosters y los South Sydney Rabbitohs. 

## Biografía
En mayo de 2008 Stuart comenzó a salir con la actriz Kate Ritchie. 
El 9 de septiembre del 2009 la pareja se comprometió. La pareja finalmente se casó el 25 de septiembre de 2010 Stuart se casó con Kate en una boda al aire libre en Tasmania. Entre los invitados estaban los actores Bec Hewitt, Judy Nunn, Bruce Venables, el deportista Lleyton Hewitt y Kylie Watson.

## Carrera
En el 2008 Stuart comenzó a jugar con el equipo de rugby del St George Illawara Dragons hasta el 2009.
Actualmente Stuart es entrenador del NSW Helensburgh Tigers.